# Catálogo General del Patrimonio Histórico Andaluz

Escudo de Andalucía

El Estatuto de Autonomía para Andalucía de 2007 establece en el artículo 10.3.3.º uno de los objetivos básicos de la comunidad autónoma: «El afianzamiento de la conciencia de identidad y de la cultura andaluza a través del conocimiento, investigación y difusión del patrimonio histórico, antropológico y lingüístico», atribuyendo el artículo 68 de la misma norma legal la competencia exclusiva de la comunidad autónoma en materia de patrimonio histórico, artístico, monumental, arqueológico y científico. El Catálogo General del Patrimonio Histórico Andaluz se define en la Ley 14/2007 de 26 de noviembre, de Patrimonio Histórico de Andalucía «como instrumento para la salvaguarda de los bienes en él inscritos, la consulta y divulgación de los mismos».

## Estructura
El Catálogo General del Patrimonio Histórico Andaluz comprenderá los Bienes de Interés Cultural, los bienes de catalogación general y los incluidos en el Inventario general de bienes Muebles del Patrimonio histórico Español.
El régimen de protección de los bienes inscritos puede ser:
- Genérico cuando pretende identificar un bien concreto como parte del Patrimonio.
- Específico cuando es preciso aplicar las normas especiales previstas en la Ley 1/1991 para este tipo de inscripciones.

Además, el catálogo incluye las inscripciones como Bienes de Interés Cultural al amparo de la Ley 16/1985 de 25 de junio del Patrimonio Histórico Español.
Este catálogo está disponible en formato open data.
La Ley de Patrimonio Histórico España, define que: «en el seno del Patrimonio Histórico Español, y al objeto de otorgar una mayor protección y tutela, adquiere un valor singular la categoría de Bienes de Interés Cultural, que se extiende a los muebles e inmuebles de aquel Patrimonio que, de forma más palmaria, requieran tal protección. Semejante categoría implica medidas asimismo singulares que la Ley establece según la naturaleza de los bienes sobre los cuales recae».

## Categorías de los bienes inscritos
- Patrimonio inmueble:
  - Inscripción genérica: individual o colectiva.
  - Inscripción específica: monumento, jardín histórico, conjunto histórico, Sitio histórico, zona arqueológica o lugar de interés etnológico.
  - Declaración de interés cultural: monumento, jardín histórico, conjunto histórico, sitio histórico o zona arqueológica.

- Patrimonio mueble:
  - Inscripción genérica: Individual o Colectiva.
  - Inscripción específica: 27 tipologías descritas.
  - Declaración de interés cultural

- Actividades de interés etnológico:
  - Inscripción genérica: Individual o Colectiva.
  - Inscripción específica

- Patrimonio documental:
  - Inscripción genérica: Individual o Colectiva.
  - Inscripción específica: documento o archivo.

- Patrimonio bibliográfico:
  - Inscripción genérica: individual o colectiva.
  - Inscripción específica: libro o biblioteca.

## Catálogo por comarcas

### Comarcas de Almería
- Anexo:Patrimonio Histórico Andaluz en la Comarca Metropolitana de Almería
- Anexo:Patrimonio Histórico Andaluz en la Alpujarra Almeriense
- Anexo:Patrimonio histórico andaluz en Los Filabres-Tabernas
- Anexo:Patrimonio Histórico Andaluz en el Levante Almeriense
- Anexo:Patrimonio Histórico Andaluz en el Poniente Almeriense
- Anexo:Patrimonio Histórico Andaluz en el Valle del Almanzora
- Anexo:Patrimonio Histórico Andaluz en Los Vélez

### Comarcas de Cádiz
- Anexo:Patrimonio Histórico Andaluz en la Bahía de Cádiz
- Anexo:Patrimonio Histórico Andaluz en la Campiña de Jerez
- Anexo:Patrimonio Histórico Andaluz en el Campo de Gibraltar
- Anexo:Patrimonio Histórico Andaluz en la Costa Noroeste de Cádiz
- Anexo:Patrimonio Histórico Andaluz en La Janda
- Anexo:Patrimonio Histórico Andaluz en la Sierra de Cádiz

### Comarcas de Córdoba
- Anexo:Patrimonio Histórico Andaluz en el Alto Guadalquivir
- Anexo:Patrimonio Histórico Andaluz en la Campiña de Baena
- Anexo:Patrimonio Histórico Andaluz en la Campiña Sur Cordobesa
- Anexo:Patrimonio Histórico Andaluz en la Comarca de Córdoba
- Anexo:Patrimonio Histórico Andaluz en Los Pedroches
- Anexo:Patrimonio Histórico Andaluz en la Subbética
- Anexo:Patrimonio Histórico Andaluz en el Valle del Guadiato
- Anexo:Patrimonio Histórico Andaluz en el Valle Medio del Guadalquivir

### Comarcas de Granada
- Anexo:Patrimonio Histórico Andaluz en la Comarca de Guadix
- Anexo:Patrimonio Histórico Andaluz en la Comarca de Alhama
- Anexo:Patrimonio Histórico Andaluz en la Alpujarra Granadina
- Anexo:Patrimonio Histórico Andaluz en la Comarca de Baza
- Anexo:Patrimonio Histórico Andaluz en la Costa Granadina
- Anexo:Patrimonio Histórico Andaluz en la Comarca de Huéscar
- Anexo:Patrimonio Histórico Andaluz en la Comarca de Loja
- Anexo:Patrimonio Histórico Andaluz en Los Montes
- Anexo:Patrimonio Histórico Andaluz en el Valle de Lecrín
- Anexo:Patrimonio Histórico Andaluz en la Vega de Granada

### Comarcas de Huelva
- Anexo:Patrimonio Histórico Andaluz en El Andévalo
- Anexo:Patrimonio Histórico Andaluz en El Condado (Huelva)
- Anexo:Patrimonio Histórico Andaluz en la Costa Occidental de Huelva
- Anexo:Patrimonio Histórico Andaluz en la Cuenca Minera
- Anexo:Patrimonio Histórico Andaluz en la Comarca Metropolitana de Huelva
- Anexo:Patrimonio Histórico Andaluz en la Sierra de Huelva

### Comarcas de Jaén
- Anexo:Patrimonio Histórico Andaluz en la Campiña de Jaén
- Anexo:Patrimonio Histórico Andaluz en El Condado (Jaén)
- Anexo:Patrimonio Histórico Andaluz en la Comarca Metropolitana de Jaén
- Anexo:Patrimonio Histórico Andaluz en La Loma
- Anexo:Patrimonio Histórico Andaluz en la Sierra de Cazorla
- Anexo:Patrimonio Histórico Andaluz en Sierra Mágina
- Anexo:Patrimonio Histórico Andaluz en Sierra Morena
- Anexo:Patrimonio Histórico Andaluz en la Sierra de Segura
- Anexo:Patrimonio Histórico Andaluz en la Sierra Sur de Jaén
- Anexo:Patrimonio Histórico Andaluz en Las Villas

### Comarcas de Málaga
- Anexo:Patrimonio Histórico Andaluz en la Comarca de Antequera
- Anexo:Patrimonio Histórico Andaluz en La Axarquía
- Anexo:Patrimonio Histórico Andaluz en la Costa del Sol Occidental
- Anexo:Patrimonio Histórico Andaluz en Málaga-Costa del Sol
- Anexo:Patrimonio Histórico Andaluz en la Serranía de Ronda
- Anexo:Patrimonio Histórico Andaluz en el Valle del Guadalhorce

### Comarcas de Sevilla
- Anexo:Patrimonio Histórico Andaluz en El Aljarafe
- Anexo:Patrimonio Histórico Andaluz en el Bajo Guadalquivir
- Anexo:Patrimonio Histórico Andaluz en la Campiña de Carmona
- Anexo:Patrimonio Histórico Andaluz en la Campiña de Morón y Marchena
- Anexo:Patrimonio Histórico Andaluz en la Comarca de Écija
- Anexo:Patrimonio Histórico Andaluz en la Comarca Metropolitana de Sevilla
- Anexo:Patrimonio Histórico Andaluz en la Sierra Norte de Sevilla
- Anexo:Patrimonio Histórico Andaluz en la Sierra Sur de Sevilla
- Anexo:Patrimonio Histórico Andaluz en la Vega del Guadalquivir